# به خانه خوش آمدی گری
به خانه خوش آمدی گُری (ایتالیایی: Benvenuti in casa Gori) یک فیلم بلند کمدی-درام به کارگردانی آلساندرو بنونوتی است که در سال ۱۹۹۰ منتشر شد.
ایلاریا اوکینی بابت هنرنمایی‌اش در این فیلم برندهٔ روبان نقره‌ای بهترین بازیگر نقش مکمل زن شد.

## بازیگران
- کارلو مونی
- ایلاریا اوکینی
- ماسیمو چکرینی
- آتینا چنچی
- آلساندرو بنونوتی
- نوولو نوولی
- آلساندرو پاچی